# Miami Open 2015
Miami Open 2015, oficiálně se jménem sponzora Miami Open presented by Itaú 2015, byl společný tenisový turnaj mužského okruhu ATP World Tour a ženského okruhu WTA Tour, hraný v areálu Tennis Center at Crandon Park na otevřených dvorcích s tvrdým povrchem. Konal se mezi 24. březnem až 4. dubnem 2015 ve floridském Key Biscayne jako 31. ročník turnaje.
Mužská polovina se řadila po grandslamu do druhé nejvyšší kategorie okruhu ATP World Tour Masters 1000 a její dotace činila 6 267 155 amerických dolarů. Ženská část s rozpočtem 6 157 160 dolarů patřila také do druhé nejvyšší úrovně okruhu WTA Premier Mandatory. Miamská událost tradičně navázala na kalifornský Indian Wells Masters. Poprvé byl generálním sponzorem bankovní dům Itaú.
Nejvýše nasazenými hráči v soutěžích dvouher byly světové jedničky Novak Djoković a Serena Williamsová. V mužské čtyřhře startoval první pár světa Bob a Mike Bryanovi. V ženském deblu plnila roli turnajových jedniček druhá světová dvojice Martina Hingisová se Saniou Mirzaovou.
Kromě Sabiny Lisické všichni obhájci titulů na turnaji opět zvítězili. Novak Djoković se stal prvním hráčem v historii, jenž třikrát opanoval oba úvodní americké Mastersy v jediném kalendářním roce (2011, 2014, 2015). Celkově si připsal pátou trofej z Miami Masters a 51. titul na okruhu ATP Tour. Serena Williamsová triumfovala si v Miami připsala osmý titul, čímž se stala čtvrtou tenistkou historie, která vyhrála jeden turnaj alespoň osmkrát. Zařadila se tak po bok Chris Evertové, Steffi Grafové a Martiny Navrátilové. Carla Suárezová Navarrová se díky finálové účasti posunula na žebříčku WTA poprvé v kariéře do elitní světové desítky, když jí patřila 10. příčka.

## Rozdělení bodů a finančních odměn

### Rozdělení bodů
| Soutěž       | vítězové | finalisté | semifinalisté | čtvrtfinalisté | 16 v kole | 32 v kole | 64 v kole | 96 v kole | Q  | Q2 | Q1 |
| ------------ | -------- | --------- | ------------- | -------------- | --------- | --------- | --------- | --------- | -- | -- | -- |
| dvouhra mužů | 1000     | 600       | 360           | 180            | 90        | 45        | 25*       | 10        | 16 | 8  | 0  |
| čtyřhra mužů | 1000     | 600       | 360           | 180            | 90        | 0         | —         | —         | —  | —  | —  |
| dvouhra žen  | 1000     | 650       | 390           | 215            | 120       | 65        | 35*       | 10        | 30 | 20 | 2  |
| čtyřhra žen  | 1000     | 650       | 390           | 215            | 120       | 10        | —         | —         | —  | —  | —  |

### Finanční odměny
| Soutěž                                | vítězové | finalisté | semifinalisté | čtvrtfinalisté | 16 v kole | 32 v kole | 64 v kole | 96 v kole | Q2     | Q1     |
| ------------------------------------- | -------- | --------- | ------------- | -------------- | --------- | --------- | --------- | --------- | ------ | ------ |
| dvouhra mužů                          | $900 400 | $439 420  | $220 230      | $112 270       | $59 185   | $31 670   | $17 100   | $10 485   | $3 125 | $1 600 |
| dvouhra žen                           | $900 400 | $439 420  | $220 230      | $112 270       | $59 185   | $31 670   | $17 100   | $10 485   | $3 125 | $1 600 |
| čtyřhra mužů                          | $295 000 | $143 980  | $72 170       | $36 770        | $19 390   | $10 380   | —         | —         | —      | —      |
| čtyřhra žen                           | $295 000 | $143 980  | $72 170       | $36 770        | $19 390   | $10 380   | —         | —         | —      | —      |
| částky ve čtyřhře jsou uvedeny na pár |          |           |               |                |           |           |           |           |        |        |

## Dvouhra mužů

### Nasazení
| Stát                           | Hráč                   | ATP | Nasazení |
| ------------------------------ | ---------------------- | --- | -------- |
| Srbsko                         | Novak Djoković         | 1.  | 1.       |
| Španělsko                      | Rafael Nadal           | 3.  | 2.       |
| Spojené království             | Andy Murray            | 4   | 3        |
| Japonsko                       | Kei Nišikori           | 5.  | 4.       |
| Kanada                         | Milos Raonic           | 6.  | 5.       |
| Španělsko                      | David Ferrer           | 7.  | 6.       |
| Švýcarsko                      | Stan Wawrinka          | 8.  | 7.       |
| Česko                          | Tomáš Berdych          | 9.  | 8.       |
| Bulharsko                      | Grigor Dimitrov        | 11. | 9.       |
| Španělsko                      | Feliciano López        | 12. | 10.      |
| Francie                        | Jo-Wilfried Tsonga     | 13. | 11.      |
| Francie                        | Gilles Simon           | 14. | 12.      |
| Španělsko                      | Roberto Bautista Agut  | 15. | 13.      |
| Lotyšsko                       | Ernests Gulbis         | 16. | 14.      |
| Jižní Afrika                   | Kevin Anderson         | 17. | 15.      |
| Španělsko                      | Tommy Robredo          | 18. | 16.      |
| Francie                        | Gaël Monfils           | 19. | 17.      |
| Belgie                         | David Goffin           | 20. | 18.      |
| Uruguay                        | Pablo Cuevas           | 21. | 19.      |
| Chorvatsko                     | Ivo Karlović           | 22. | 20.      |
| Itálie                         | Fabio Fognini          | 23. | 21.      |
| USA                            | John Isner             | 24. | 22.      |
| Španělsko                      | Guillermo García-López | 25. | 23.      |
| Argentina                      | Leonardo Mayer         | 27. | 24.      |
| Austrálie                      | Bernard Tomic          | 29. | 25.      |
| Česko                          | Lukáš Rosol            | 30. | 26.      |
| Kolumbie                       | Santiago Giraldo       | 31. | 27.      |
| Francie                        | Adrian Mannarino       | 32. | 28.      |
| Španělsko                      | Fernando Verdasco      | 34. | 29.      |
| Lucembursko                    | Gilles Müller          | 36. | 30.      |
| Francie                        | Jérémy Chardy          | 38. | 31.      |
| Srbsko                         | Viktor Troicki         | 39. | 32.      |
| Žebříček ATP k 23. březnu 2015 |                        |     |          |

### Jiné formy účasti
Následující hráčí obdrželi divokou kartu do hlavní soutěže:
- Čung Hjeon
- Kyle Edmund
- Ryan Harrison
- Thanasi Kokkinakis
- Andrej Rubljov

Následující hráči postoupili z kvalifikace:
- Ruben Bemelmans
- Michael Berrer
- Steve Darcis
- James Duckworth
- Damir Džumhur
- Alejandro Falla
- Robin Haase
- Austin Krajicek
- Filip Krajinović
- Adrián Menéndez-Maceiras
- Édouard Roger-Vasselin
- Alexander Zverev

#### Odhlášení
před zahájením turnaje
- Julien Benneteau → nahradil jej Borna Ćorić
- Marin Čilić → nahradil jej Lleyton Hewitt
- Roger Federer (plánovaná absence) → nahradil jej Jarkko Nieminen
- Mardy Fish → nahradil jej Tim Smyczek
- Richard Gasquet (poranění zad) → nahradil jej Dušan Lajović
- Philipp Kohlschreiber → nahradil jej Ričardas Berankis
- Nick Kyrgios (poranění nohy) → nahradil jej Marinko Matosevic
- Andreas Seppi → nahradil jej Go Soeda
- Radek Štěpánek → nahradil jej Andrej Golubjev
- Janko Tipsarević → nahradil jej Jürgen Melzer

#### Skrečování
- Dušan Lajović
- Lu Jan-sun

## Mužská čtyřhra

### Nasazení
| Stát                                                                                     | Hráč              | Stát      | Hráč                   | ATP | Nasazení |
| ---------------------------------------------------------------------------------------- | ----------------- | --------- | ---------------------- | --- | -------- |
| USA                                                                                      | Bob Bryan         | USA       | Mike Bryan             | 2.  | 1.       |
| Kanada                                                                                   | Vasek Pospisil    | USA       | Jack Sock              | 18  | 2        |
| Brazílie                                                                                 | Marcelo Melo      | Brazílie  | Bruno Soares           | 19. | 3.       |
| Nizozemsko                                                                               | Jean-Julien Rojer | Rumunsko  | Horia Tecău            | 24  | 4        |
| Španělsko                                                                                | Marcel Granollers | Španělsko | Marc López             | 25. | 5.       |
| Polsko                                                                                   | Marcin Matkowski  | Srbsko    | Nenad Zimonjić         | 26. | 6.       |
| Francie                                                                                  | Nicolas Mahut     | Francie   | Édouard Roger-Vasselin | 29. | 7.       |
| Indie                                                                                    | Rohan Bopanna     | Kanada    | Daniel Nestor          | 31. | 8.       |
| Žebříček ATP k 23. březnu 2015; číslo je součtem žebříčkového postavení obou členek páru |                   |           |                        |     |          |

### Jiné formy účasti
Následující páry obdržely divokou kartu do hlavní soutěže:
- Thomaz Bellucci /  João Souza
- Ryan Harrison /  Rajeev Ram

#### Skrečování
- Roberto Bautista Agut (poranění levého oka)

## Ženská dvouhra

### Nasazení
| Stát                          | Hráčka                    | WTA | Nasazení |
| ----------------------------- | ------------------------- | --- | -------- |
| USA                           | Serena Williamsová        | 1.  | 1.       |
| Rusko                         | Maria Šarapovová          | 2.  | 2.       |
| Rumunsko                      | Simona Halepová           | 3.  | 3.       |
| Dánsko                        | Caroline Wozniacká        | 5.  | 4.       |
| Srbsko                        | Ana Ivanovićová           | 6.  | 5.       |
| Kanada                        | Eugenie Bouchardová       | 7.  | 6.       |
| Polsko                        | Agnieszka Radwańská       | 8.  | 7.       |
| Rusko                         | Jekatěrina Makarovová     | 9.  | 8.       |
| Německo                       | Andrea Petkovicová        | 10. | 9.       |
| Česko                         | Lucie Šafářová            | 11. | 10.      |
| Itálie                        | Sara Erraniová            | 12. | 11.      |
| Španělsko                     | Carla Suárezová Navarrová | 13. | 12.      |
| Německo                       | Angelique Kerberová       | 14. | 13.      |
| Česko                         | Karolína Plíšková         | 15. | 14.      |
| Itálie                        | Flavia Pennettaová        | 16. | 15.      |
| USA                           | Venus Williamsová         | 17. | 16.      |
| USA                           | Madison Keysová           | 18. | 17.      |
| Čína                          | Pcheng Šuaj               | 19. | 18.      |
| Česko                         | Barbora Strýcová          | 20. | 19.      |
| Srbsko                        | Jelena Jankovićová        | 21  | 20       |
| Španělsko                     | Garbiñe Muguruzaová       | 22. | 21.      |
| Francie                       | Alizé Cornetová           | 24. | 22.      |
| Austrálie                     | Samantha Stosurová        | 25. | 23.      |
| Rusko                         | Světlana Kuzněcovová      | 27. | 24.      |
| Francie                       | Caroline Garciaová        | 28. | 25.      |
| Ukrajina                      | Elina Svitolinová         | 29. | 26.      |
| Německo                       | Sabine Lisická            | 30. | 27.      |
| USA                           | Varvara Lepčenková        | 31. | 28.      |
| Kazachstán                    | Zarina Dijasová           | 32. | 29.      |
| Itálie                        | Camila Giorgiová          | 33. | 30.      |
| Rumunsko                      | Irina-Camelia Beguová     | 34. | 31.      |
| Austrálie                     | Casey Dellacquová         | 35. | 32.      |
| Žebříček WTA k 9. březnu 2015 |                           |     |          |

### Jiné formy účasti

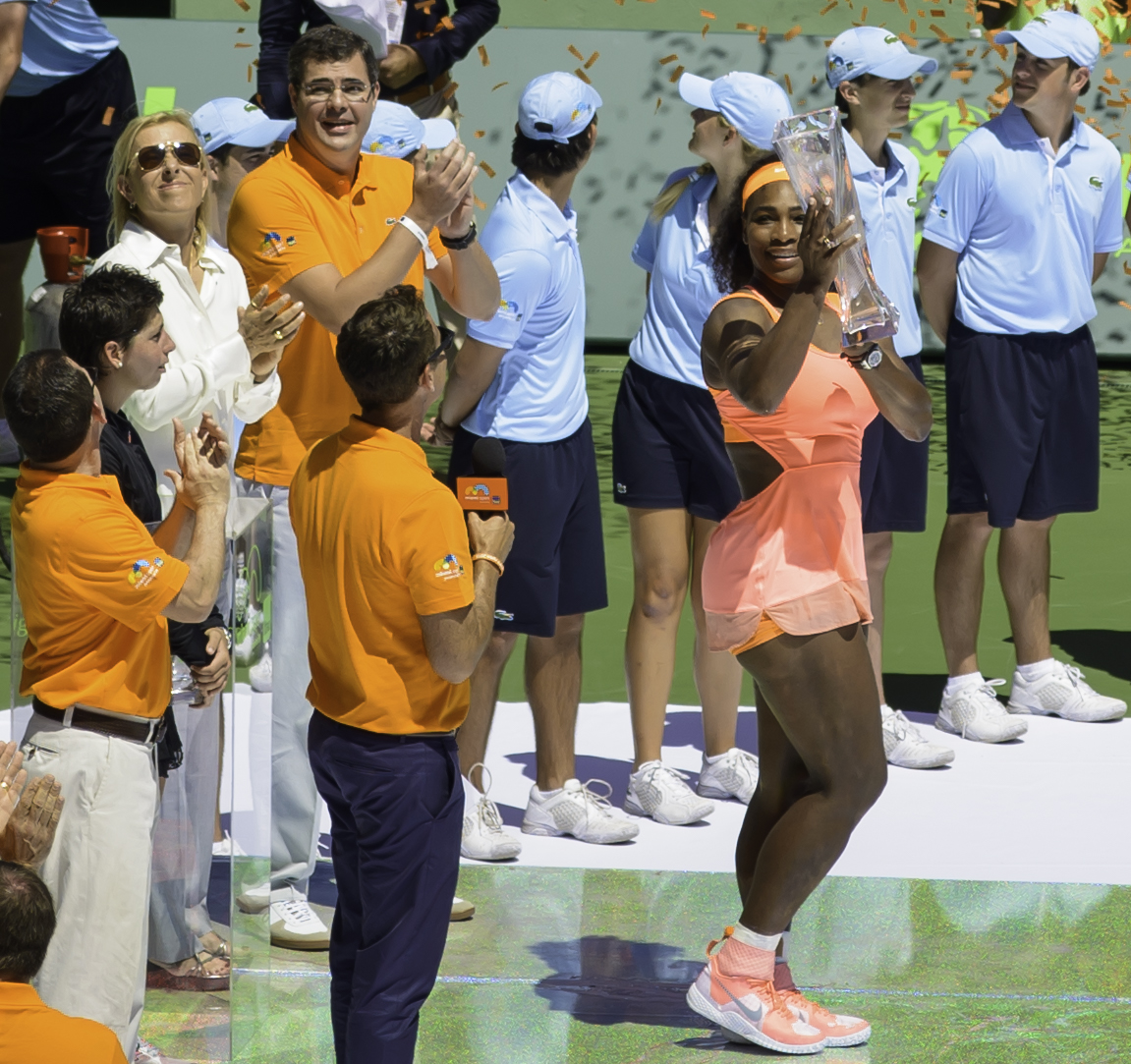
Vítězná Serena Williamsová obdržela trofej od Martiny Navrátilové (vlevo)

Následující hráčky obdržely divokou kartu do hlavní soutěže:
- Françoise Abandová
- Paula Badosová
- Catherine Bellisová
- Sorana Cîrsteaová
- Indy de Vroomeová
- Darja Gavrilovová
- Nicole Vaidišová
- Natalia Vichljancevová

Následující hráčky postoupily z kvalifikace:
- Tímea Babosová
- Alexandra Dulgheruová
- Marina Erakovicová
- Irina Falconiová
- Sesil Karatančevová
- Kateryna Kozlovová
- Tatjana Mariová
- Pauline Parmentierová
- Urszula Radwańská
- Jevgenija Rodinová
- Alison Van Uytvancková
- Stefanie Vögeleová
  -  Čeng Saj-saj – jako šťastná poražená

#### Odhlášení
před zahájením turnaje
- Dominika Cibulková (operace Achillovy šlachy) → nahradila ji Polona Hercogová
- Petra Kvitová (vyčerpání)[3] → nahradila ji Shelby Rogersová
- Timea Bacsinszká (poranění levého hlezna)[4] →replaced by Aleksandra Krunićová
- Jarmila Gajdošová (bakteriální infekce)[5] → nahradila jiy Kateřina Siniaková
- Pcheng Šuaj (poranění zad) → nahradila ji Čeng Saj-saj

#### Skrečování
- Marina Erakovicová (poranění levého hlezna během úvodního kola dvouhry)

## Ženská čtyřhra

### Nasazení
| Stát                                                                                    | Hráčka                  | Stát      | Hráčka                    | WTA< | Nasazení |
| --------------------------------------------------------------------------------------- | ----------------------- | --------- | ------------------------- | ---- | -------- |
| Švýcarsko                                                                               | Martina Hingisová       | Indie     | Sania Mirzaová            | 12.  | 1.       |
| Rusko                                                                                   | Jekatěrina Makarovová   | Rusko     | Jelena Vesninová          | 16.  | 2.       |
| USA                                                                                     | Raquel Kopsová-Jonesová | USA       | Abigail Spearsová         | 20.  | 3.       |
| Čínská Tchaj-pej                                                                        | Sie Šu-wej              | Itálie    | Flavia Pennettaová        | 21.  | 4.       |
| Španělsko                                                                               | Garbiñe Muguruzaová     | Španělsko | Carla Suárezová Navarrová | 25.  | 5.       |
| Čína                                                                                    | Pcheng Šuaj             | Česko     | Lucie Šafářová            | 27.  | 6.       |
| Maďarsko                                                                                | Tímea Babosová          | Francie   | Kristina Mladenovicová    | 31.  | 7.       |
| Francie                                                                                 | Caroline Garciaová      | Slovinsko | Katarina Srebotniková     | 43.  | 8.       |
| Česko                                                                                   | Andrea Hlaváčková       | Česko     | Lucie Hradecká            | 46.  | 9.       |
| Žebříček WTA k 2. březnu 2015; číslo je součtem žebříčkového postavení obou členek páru |                         |           |                           |      |          |

### Jiné formy účasti
Následující páry obdržely divokou kartu do hlavní soutěže:
- Alizé Cornetová /  Elina Svitolinová
- Alexandra Dulgheruová /  Simona Halepová
- Daniela Hantuchová /  Karin Knappová
- Mónica Puigová /  Heather Watsonová

Následující páry nastoupily do hlavní soutěže z pozice náhradníka:
- Elena Bogdanová /  Nicole Melicharová
- Magdaléna Rybáriková /  Čeng Saj-saj

## Přehled finále

### Mužská dvouhra
- Novak Djoković vs.  Andy Murray, 7–6(7–3), 4–6, 6–0

### Ženská dvouhra
- Serena Williamsová vs.  Carla Suárezová Navarrová, 6–2, 6–0

### Mužská čtyřhra
- Bob Bryan /  Mike Bryan vs.  Vasek Pospisil /  Jack Sock, 6–3, 1–6, [10–8]

### Ženská čtyřhra
- Martina Hingisová /  Sania Mirzaová vs.  Jekatěrina Makarovová /  Jelena Vesninová, 7–5, 6–1